# Talaia de s'Enclusa
La Talaia de s'Enclusa és una talaia construïda durant la segona meitat del segle xviii situada a 275 msnm, dalt la muntanya de S'Esclusa o S'Enclusa, en el terme municipal de Ferreries. Juntament amb la talaia de Binissarmenya, és una de les darreres edificacions d'aquest tipus que s'aixecaren a Menorca.
La història de Menorca en el segle xvi va estar marcada per les destruccions de Maó (1535) i Ciutadella (1558), la primera obra d'un atac corsari comandat per Barba-rossa i la segona d'una flota otomana comandada per Piali Baixà. Com a conseqüència d'aquestes desfetes es va iniciar la construcció del fort de Sant Felip al port de Maó i es van erigir un conjunt de torres de vigilància a diversos llocs estratègics al llarg de la costa de Menorca. Les primeres torres d'aquest tipus foren construïdes a principi del segle xvii, i tenien la missió de vigilar l'arribada de possibles incursions corsàries per donar avís a les poblacions perquè prenguessin les mesures de defensa oportunes abans que l'atac fos una realitat. També en èpoques de pesta i altres epidèmies servien per controlar que cap vaixell no pogués desembarcar les mercaderies o les persones per un altre lloc que no fos el port de Maó o el de Ciutadella, on els oficials de la sanitat havien d'autoritzar o prohibir, segons els casos, aquestes operacions. Segons alguns documents, a principi del segle xviii existien cinc talaies fixes, que en temps de guerra o de perill sanitari, és a dir, epidèmies que afectessin terres de la Mediterrània, es podien ampliar a deu. Fins als nostres dies han arribat set talaies –en un estat més o menys satisfactori segons els casos–, dues de les quals no formen part del grup anterior, sinó que van ser construïdes durant la segona meitat del segle xviii i són de planta rectangular: la de s'Enclusa i la de Binissarmenya.
Hi ha bons plànols fets per l'arxiduc Lluís Salvador d'Àustria i per Joan C. de Nicolàs. Està descrita per l'arxiduc (Die Insel Menorca, Leipzig, 1892, ed. cast. 1980, p. 293 i 414), F. Fornals (Torres, 1989, p. 103) i Joan C. de Nicolàs (Talaies, 1994, p. 53).
Actualment està molt deteriorada. A principis del segle XXI s'utilitza com lloc de vigia contra-incendis de l'Institut Balear de la Naturalesa del Consell Insular de Menorca.

## Situació
Sortint de Ferreries cap a Ciutadella, giram a la dreta després del cementiri. Està situada al costat d'uns antics radars americans.